# Йолкін Петро Васильович
Йо́лкін Петро Васильович (*5 червня 1946 року, присілок Шудья) — удмуртський живописець, народний художник Удмуртії (1987) та Росії (1996), лауреат премії Комсомолу Удмуртії (1976) та Державної премії Удмуртії (1982), член Спілки художників Росії (1975).
Народився Петро Васильович у присілку Шудья Зав'яловського району Удмуртії. Навчався на художньо-графічному факультеті Удмуртського державного педагогічного інституту (1964–1969) у Рема Тагірова. У 1976–1979 роках навчався у творчій майстерні Академії художників СРСР у А. П. та С. П. Ткачевих. З 1974 року був учасником зональних, всеросійський та всесоюзних виставок, а також виставок радянського образотворчого мистецтва у ФРН (1979), Чехословаччині (1980), В'єтнаму (1984). З 1992 року — голова правління Спілки художників Удмуртії, у 1983–1991 роках — член комітету допомоги країнам Азії та Африки, у 1990 році — депутат Верховної ради Удмуртії.

"Материнські думи", 1978

Йолкін працює у всіх жанрах живопису. Його портрети відрізняються психологізмом, увагою до зображення навколишнього середовища на портретах («Ветерани війни і праці А. Ф. та П. Г. Турцеві», 1975; «Удмуртський етнограф В. Є. Владикін», 1978; «Поет-фронтовик Н. С. Байтеряков», 1987). В кольоровій гаммі переважають соковиті та насичені тони («Сутінки», 1974; «Настанови», 1978; «Материнські думи», 1978). Для натюрмортів характерна тепла кольорова гамма («Мед і стільники», 1974; «У майстерні художника», 1977). Найкращі пейзажі відрізняються простотою мотиву, свіжістю почуттів («Туманний ранок», 1985; «Весняний ліс», 1986, «Квітуча галявина», 1993). Графічні роботи — малюнки, офорти та акварелі, виконані під час зарубіжних поїздок, свідчать про вміння через невелику кількість деталей передати характер країни.
Нагороджений дипломом Академії художників СРСР (1980).